# 鈴虫 (源氏物語)
| 源氏物語五十四帖 |        |    |        |
| 各帖のあらすじ   |        |    |        |
| 帖               | 名     | 帖 | 名     |
| 1                | 桐壺   | 28 | 野分   |
| 2                | 帚木   | 29 | 行幸   |
| 3                | 空蝉   | 30 | 藤袴   |
| 4                | 夕顔   | 31 | 真木柱 |
| 5                | 若紫   | 32 | 梅枝   |
| 6                | 末摘花 | 33 | 藤裏葉 |
| 7                | 紅葉賀 | 34 | 若菜   |
| 8                | 花宴   | 35 | 柏木   |
| 9                | 葵     | 36 | 横笛   |
| 10               | 賢木   | 37 | 鈴虫   |
| 11               | 花散里 | 38 | 夕霧   |
| 12               | 須磨   | 39 | 御法   |
| 13               | 明石   | 40 | 幻     |
| 14               | 澪標   | 41 | 雲隠   |
| 15               | 蓬生   | 42 | 匂宮   |
| 16               | 関屋   | 43 | 紅梅   |
| 17               | 絵合   | 44 | 竹河   |
| 18               | 松風   | 45 | 橋姫   |
| 19               | 薄雲   | 46 | 椎本   |
| 20               | 朝顔   | 47 | 総角   |
| 21               | 少女   | 48 | 早蕨   |
| 22               | 玉鬘   | 49 | 宿木   |
| 23               | 初音   | 50 | 東屋   |
| 24               | 胡蝶   | 51 | 浮舟   |
| 25               | 蛍     | 52 | 蜻蛉   |
| 26               | 常夏   | 53 | 手習   |
| 27               | 篝火   | 54 | 夢浮橋 |

「鈴虫」（すずむし）は、『源氏物語』五十四帖の巻名のひとつ。第38帖。第37帖「横笛」の並びの巻とされている。巻名は女三宮と光源氏の歌「おほかたの秋をばうしと知りにしをふり棄てがたきすず虫のこえ」および「こころもて草のやどりをいとへどもなほすず虫の声ぞふりせぬ」による。ただし、当時の鈴虫と松虫は現在と逆であることに留意が必要である。

## あらすじ
光源氏50歳の夏から8月中旬までの話。

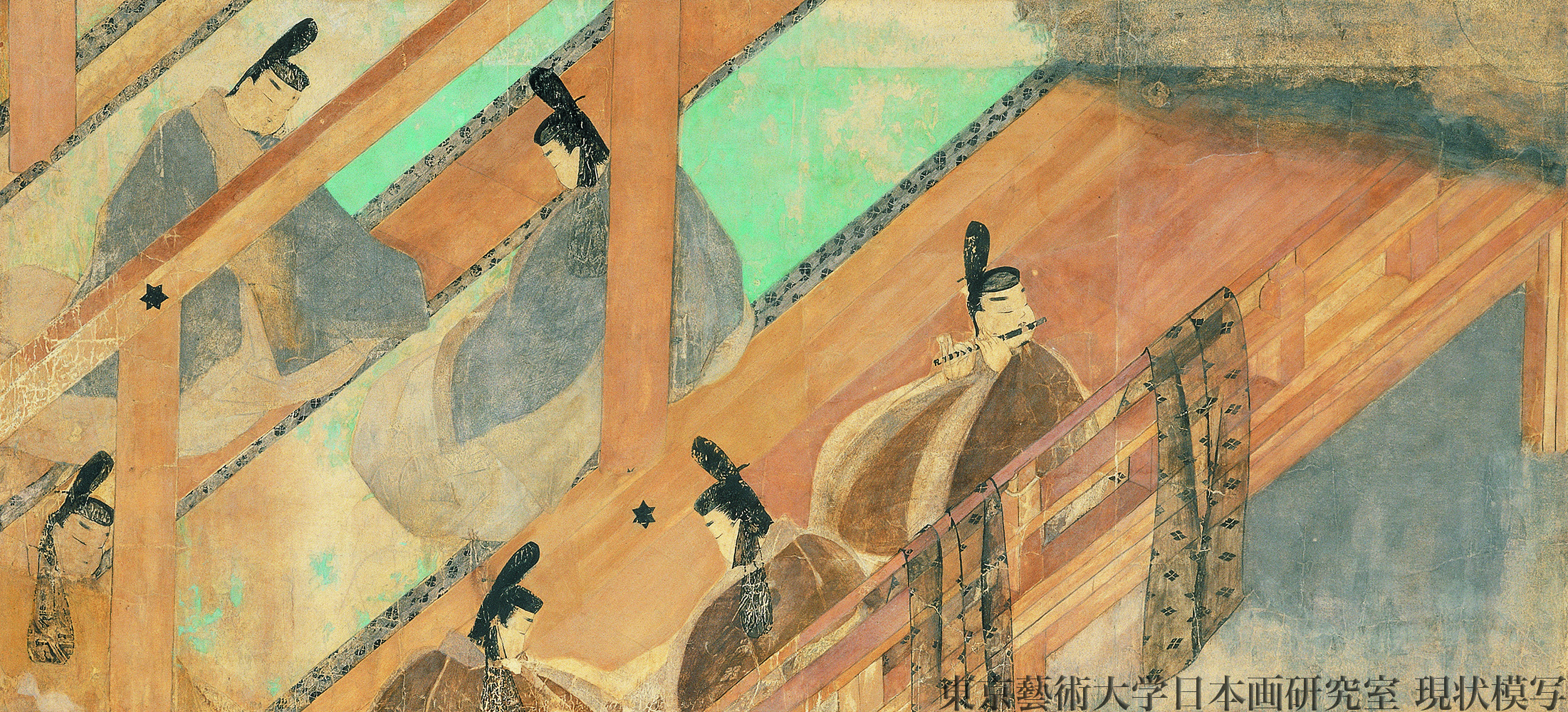
源氏物語絵巻第38帖「鈴虫」（12世紀、五島美術館蔵）

その年の夏、蓮の花の盛りに、女三宮の持仏の開眼供養が営まれた。飾りつけもすっかり整った御堂で、源氏は尼姿の女三宮に後に残された悲しみを訴えるが、宮はつれなく言葉を返すだけだった。朱雀院は、女三宮に譲った三条宮に彼女を移らせることを勧めるが、源氏はまだ若い妻を手放すのが惜しく首を縦に振らない。
秋には、女三宮の部屋の前庭を野の風情に造りかえて鈴虫などの秋の虫を放した。虫の音の鑑賞を口実に、部屋に来ては未練がましく愛を語る源氏を宮は迷惑に感じるが、はっきりと口に出せずにいる。
八月の十五夜の頃、源氏が女三宮のところで琴を爪弾いていると、蛍兵部卿宮や夕霧がやって来て、そのまま管弦の宴となる。そこへ冷泉院から誘いがあり、馳せ参じた源氏ら一同は明け方まで詩歌管弦に興を尽くす。
翌朝秋好中宮を訪れると、亡き母六条御息所が今も物の怪となり彷徨っていることを嘆き、出家したいと源氏に漏らす。源氏はこれを諌め、追善供養をなさるようにと勧めるのだった。

## 鈴虫
江戸時代の随筆『甲子夜話』（巻百、鈴虫松虫の弁）において「都にしては、松むしといへるは色くろく、鈴むしはあかきをいへり。あづまの人は、おほくそのとなへたがひたり。いづれかいづれか、そのよしわきまへよ」とあり、つまり京都と江戸では鈴虫と松虫の呼び名は逆であると記されている。このことより、京を舞台とする源氏物語では鈴虫は実際には松虫であると推測されている。

## 二千円札
現在発行されている二千円札の裏の左側に描かれているのは、『源氏物語絵巻』の「鈴虫」その二の絵の一部（左が冷泉院で右が光源氏）と詞書の上部（「十五夜の夕」暮れに仏の御前「に宮おはしては」し近く…）。二千円札では縦書きの詞書の上半分でカットされているため、文章としては読めない。

## ウェイリー訳における欠落
『源氏物語』の英訳本"The Tale of Genji"において、訳者アーサー・ウェイリーはこの「鈴虫」だけ翻訳を抜かしている。理由は不明。